# Indonesischer Unabhängigkeitskrieg

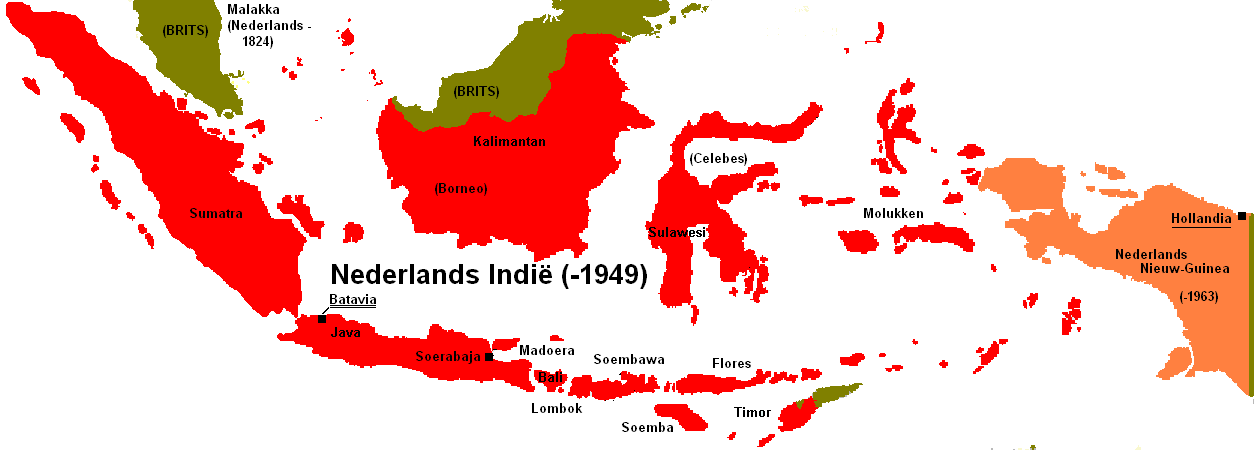
Indonesien bei Erreichen der Unabhängigkeit 1949 (rot)

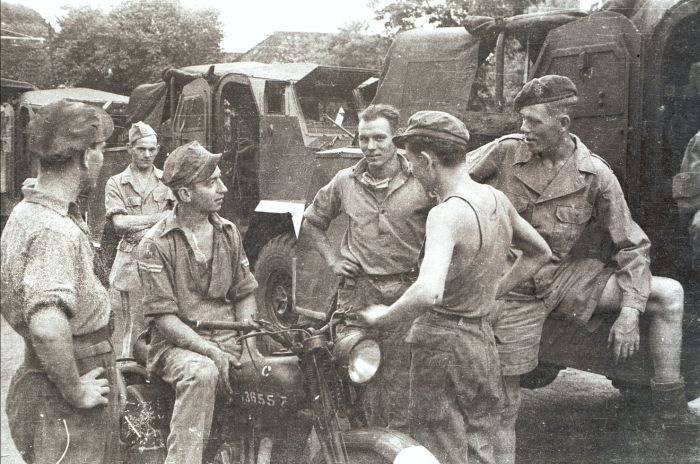
Niederländisches Militär während der ersten Polizeiaktion 1947

Der Indonesische Unabhängigkeitskrieg war ein Krieg zwischen den Niederlanden und der indonesischen Republik, der von 1945 bis 1949 dauerte und mit der Unabhängigkeit Indonesiens endete.
Niederländisch-Indien war im Zweiten Weltkrieg von Japan besetzt worden. Japan kapitulierte im September 1945. Indonesische Nationalisten riefen am 17. August 1945 eine unabhängige Republik Indonesien aus. Die damalige niederländische Regierung wollte die alte Kolonialverwaltung wieder einsetzen und ließ in politionele acties (dt. „Polizeiaktionen“) Teile des Inselreiches besetzen.
Die indonesischen Truppen waren trotz zahlenmäßiger Überlegenheit den niederländischen bezüglich Ausbildung und Ausrüstung nicht gewachsen; es kam kaum zu militärischen Schlachten. Bedeutender war der Guerilla-Krieg, da die niederländischen Truppen zur Kontrolle der riesigen Gebiete nicht ausreichten. Die eigentliche Niederlage erlitten die Niederlande jedoch in der Diplomatie, da die Weltöffentlichkeit mit der indonesischen Seite sympathisierte. Unter Druck der damaligen US-Regierung (Kabinett Truman)
unterzeichneten die Niederlande (Regierung unter Ministerpräsident Willem Drees) im Dezember 1949 die Übertragung der Souveränität an die Republik.
Als Zugeständnis an die Niederlande sollte Indonesien ein Bundesstaat sein, der außerdem mit den Niederlanden über eine Niederländisch-Indonesische Union verbunden sein würde. Schon 1950 verkündete Präsident Sukarno allerdings den Einheitsstaat, und 1956 wurde die nie realisierte Union aufgegeben. 1962/63 verloren die Niederlande auch den Westteil Neuguineas (Niederländisch-Neuguinea) an Indonesien.

## Begriffliches

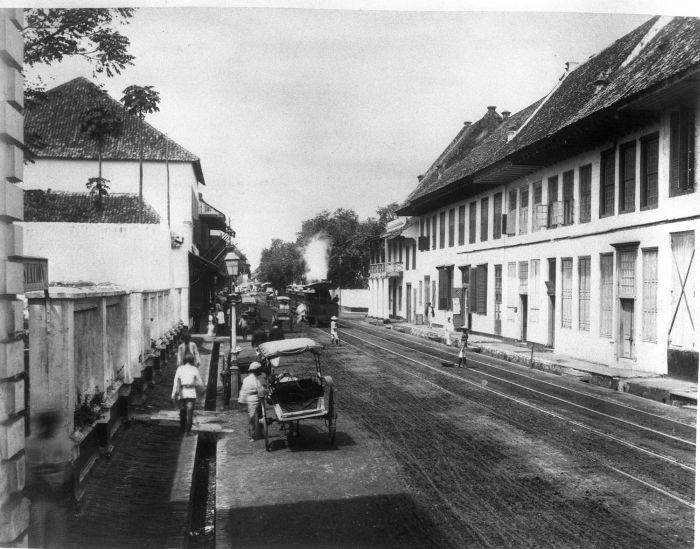
Die Nieuwpoortstraat in Batavia (dem heutigen Jakarta), ca. 1885

Das lateinisch-griechische Kunstwort „Indonesien“ wurde erstmals 1850 von einem englischen Reisenden verwendet und bedeutet „Inselindien“, im Niederländischen wurde in poetischer Absicht auch Insulinde verwendet. Lange Zeit war Indonesië ein wenig gebrauchter geografischer Begriff, bis er ab 1922 politisch aufgeladen und von den Nationalisten verwendet wurde. Die gängigste Bezeichnung der Kolonie Niederländisch-Indien ist Nederlands-Indië, daneben oft auch Oost-Indië, ons Indië („unser Indien“) oder kurz Indië,. Britisch-Indien hingegen heißt auf Niederländisch India (Adjektiv indiaas).
Die Ereignisse von der Ausrufung der Republik 1945 bis zur Unterzeichnung der Souveränitätsübergabe 1949 wurden in den Niederlanden von damaligen Zeitgenossen oft politionele acties (Polizeiaktionen) genannt. Dieser Euphemismus sollte den innerstaatlichen Charakter der Militäraktionen betonen. Auch vor, zwischen und nach den eigentlichen beiden „Polizeiaktionen“ gab es Gewaltanwendung und Guerillakampf. Manchmal wurden die Aktionen auch nach ihren Codenamen benannt Operatie Product und Operatie Kraai („Krähe“).
Im Englischen findet sich oftmals der Ausdruck Indonesian National Revolution. So heißt auch die einflussreiche Publikation von Anthony Reid von 1974. Die indonesischen Nationalisten wollten mit dem Begriff auf die Amerikanische Revolution (mit dem dazugehörigen Unabhängigkeitskampf) hinweisen. Der Begriff Revolution wurde im Deutschen selten in diesem Zusammenhang verwendet.
Mit dem Begriff 'Nationalisten' waren Einheimische des indonesischen Archipels gemeint, die sich (oft auch schon vor dem Zweiten Weltkrieg) für die Unabhängigkeit von den Niederlanden eingesetzt hatten. Sie waren – teilweise wegen niederländischer Parteienverbote – Mitglieder diverser Parteien; die bedeutendste war die Parti Nasional Indonesia. Das Nationale an ihnen war, dass sie Indonesien als eine Gesamtnation verstehen wollten.

## Vorgeschichte

### Die Kolonie Niederländisch-Indien

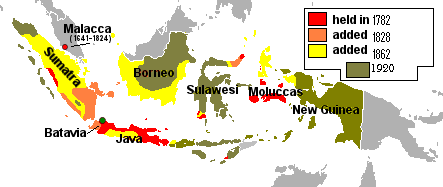
Die Ausbreitung der niederländischen Kolonialmacht erfolgte vor allem im 19. Jahrhundert.

Niederländisch-Indien hatte als Exporteur von Gewürzen, Tee, Kaffee, Zucker, Kokosnüssen und später Gummi und Erdöl weltwirtschaftliche Bedeutung. Seit 1799 wurde es vom niederländischen Staat als Kolonie verwaltet, wobei der Gouverneur sich vor allem auf die Hilfe einheimischer Feudalherren stützte.
Die Ausbeutung der Landwirtschaft wurde cultuurstelsel (Kultursystem) genannt, dabei mussten die Bauern einen bestimmten Anteil ihrer Flächen nach Gutdünken der Niederländer bestellen; der Preis für die Rohstoffe oder Lebensmittel wurde von den Niederlanden festgesetzt. Nach 1870 wurde das cultuurstelsel aufgegeben, und statt des Staates übernahmen private Investoren die Initiative. Die Folge war, dass die Einheimischen die Eingriffe in ihr Wirtschaftsleben und die höher werdenden Steuern weniger als Willkür der Feudalherren, sondern verstärkt als die Folge niederländischer Politik und Wirtschaftsmacht erlebten.

### Politische Bewegungen

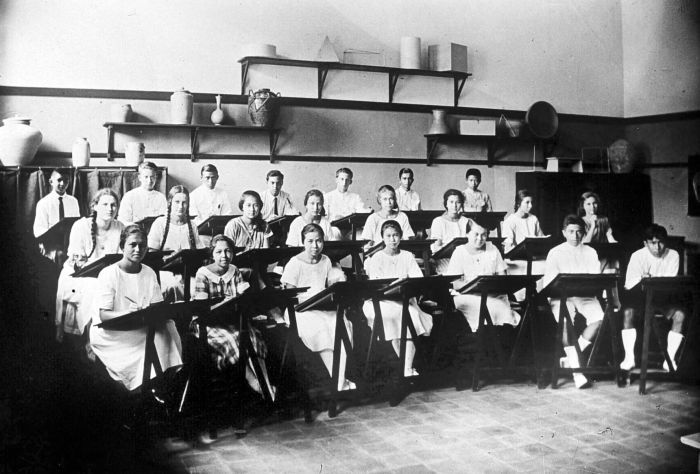
Zeichenstunde in einer christlichen Berufsschule in Batavia, Jahr unbekannt

Europäische Bildung für Indonesier gehörte zum Programm der „ethischen Politik“, die Ende des 19. Jahrhunderts aufkam und 1902 offizielle niederländische Regierungsposition wurde. Den Einheimischen sollten größere Entfaltungsmöglichkeiten gegeben werden, allerdings blieben ihnen die wichtigsten Posten in der Kolonialverwaltung versperrt. Niederländische Beamte zeigten sich den Vertretern dieser Politik wenig aufgeschlossen gegenüber. Tatsächlich blieb es ein Dilemma, dass Offenheit und Freiheiten ermöglicht werden sollten, ohne dabei etwas an den Machtverhältnissen zu ändern.
Eine junge, aufstrebende Elite durchlief ein koloniales Schulsystem, studierte in Europa und erfuhr etwa vom niederländischen Freiheitskampf gegen die Spanier, und auch das Vorbild der Marxisten und Führer wie Sun Yat-sen in China oder Kemal Atatürk in der Türkei hatte Einfluss auf sie, erinnerte sich später Mohammad Hatta. So entstand allmählich eine einheimische intellektuelle Elite, die sich mehr als „Indonesier“ statt als Javaner oder Sundanesen empfand. Aus dieser Elite stammten die späteren Führer der Nationalisten.

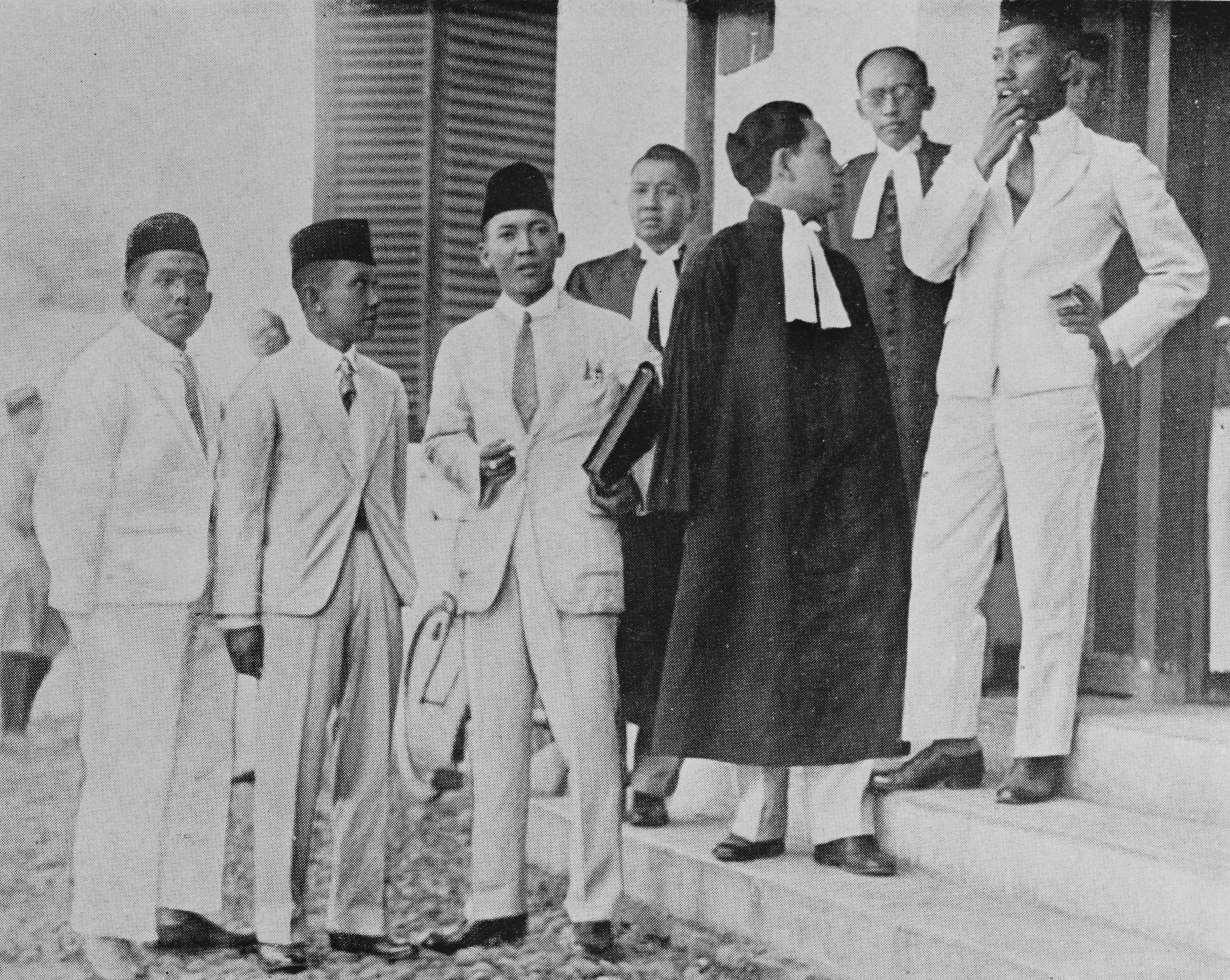
Der spätere indonesische Präsident Sukarno (Mitte, mit Hut) bei einem Prozess gegen die nationalistische Partei, 1930

1912 wurde erstmals eine Partei gegründet, die indonesisch-nationale Interessen ansprach, die Indische Partij (IP) des indo-europäischen Journalisten Ernest Douwes Dekker. Diese Partei wurde allerdings bald verboten, ebenso die Perserikatan Nasional Indonesia (PNI) von 1927. Der Führer der PNI war der Ingenieur Sukarno, den die niederländische Kolonialverwaltung 1929 inhaftierte und 1934 ins Exil nach Ende schickte. Auch Islamisten und Kommunisten hatten nationalistische Forderungen.
Sobald die Niederländer feststellten, dass eine Organisation einen gefährlichen Massenanhang erwarb, wurde sie verboten und die Führung eingesperrt. Daher gaben die einheimischen Führer die Idee einer Massenpartei auf und bildeten kleine Kadergruppen als Vorhut der Unabhängigkeitsbewegung aus.
Zwar gab es einen „Volksrat“ als Beratungsorgan für die Kolonialverwaltung, und auch Einheimische gehörten ihm an. Die niederländische Führung bezog die Einheimischen aber nicht angemessen in die Kolonialverwaltung ein. Sie ging repressiv gegen Nationalisten und Islamisten vor, zum Beispiel mit Haft oder Verbannung an bestimmte Orte. Allein im Lager Boven-Digoel wurden seit 1927 ungefähr 1.400 Personen interniert.

### Japanische Besatzung, 1942–1945

Die Angriffe Japans 1942

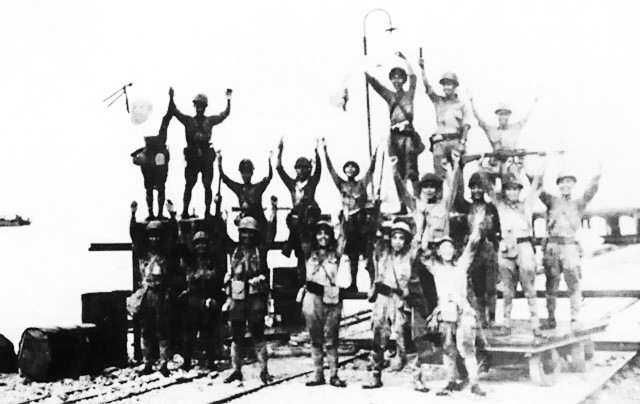
Japanische Soldaten landen auf Java, 1. März 1942

Die niederländische Kolonialarmee (KNIL) war schwach und hatte hauptsächlich die Aufgabe, einheimische Aufstände zu unterdrücken. So gelang es der japanischen Armee, die Kolonie in nur etwas mehr als einer Woche zu erobern. Das geschah im März 1942. Schon Ende 1941 waren die Japaner im Norden Borneos gelandet. Die niederländische Regierung war seit Mai 1940 (nach dem deutschen Westfeldzug) im Exil in London und befahl der Kolonialverwaltung, nach Australien auszuweichen.
Die Einwohner des Archipels begrüßten die Japaner anfangs mit großem Optimismus, mit Ausnahme derjenigen, die zuvor für die Niederländer gearbeitet hatten. Der japanischen Besatzung ging es aber darum, möglichst viel Reis und Rohstoffe wie Erdöl für den Krieg zu gewinnen. Von fünfzig Millionen Einwohnern Javas und Maduras starben ungefähr 2,5 Millionen während der Besatzung, oft an Unterernährung.
Ein Einheimischer hatte vor dem Krieg durchschnittlich etwa dreihundert Gramm des Hauptnahrungsmittels Reis pro Tag. Im Dezember 1943 betrug die offizielle Ration in Bandung nur 160 Gramm. Stellenweise sank die tatsächliche Ration auf 20 bis 30 Gramm pro Person oder gar Familie.
Die niederländischen Staatsangehörigen in der Kolonie wurden in Internierungslagern inhaftiert und/oder mussten Zwangsarbeit leisten. 1942/1943 waren allein auf Java 29.000 Männer, 25.000 Frauen und 29.000 Kinder interniert. Ungefähr ein Sechstel von ihnen überlebte den Krieg nicht, ähnlich stand es um die Zwangsarbeiter, beispielsweise an der Birma-Eisenbahn. Adrian Vickers nannte 2005 Gesamtzahlen von 100.000 Zivilisten und 80.000 Militärangehörigen, darunter auch Briten, Amerikaner und Australier. Außerdem weist Vickers darauf hin, dass die Niederländer in erster Linie kommunistische oder nationalistische Gefangene aus Boven-Digoel nach Australien in Sicherheit brachten, aber nur wenige Landsleute.

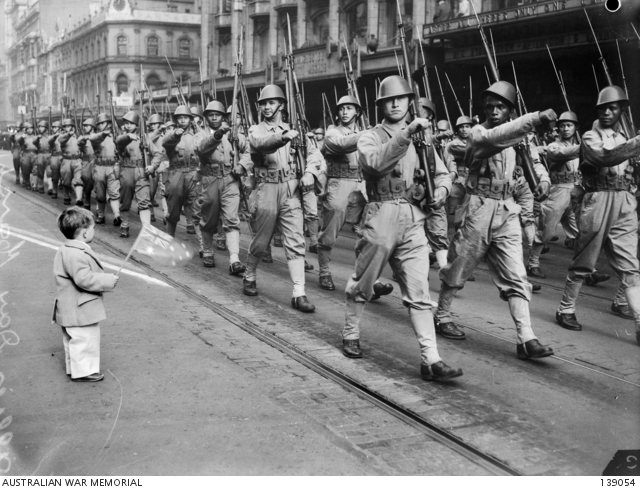
Soldaten der niederländischen Kolonialarmee KNIL, die von Australien aufgenommen worden waren, auf einem Marsch durch Melbourne, 1943

Es gab drei Gruppen von Einheimischen, die auf Java das Besatzungsregime unterstützen sollten: einheimische Regenten, Nationalisten und Islamisten.
Der Nationalistenführer Sukarno war bereit, das japanische Militärregime zu respektieren und arbeitete mit ihm zusammen, wollte aber nach einem japanischen Sieg die Unabhängigkeit anstreben. Anfang 1943 bekam Sukarno jedoch zu hören, dass in jenem Jahr Birma und die Philippinen die Unabhängigkeit bekämen, nicht aber Indonesien. Da veröffentlichte er erstmals eine Kritik an den Japanern: „Jede Art von Kolonisation zerstört.“
Sukarno und Mohammed Hatta hatten auf einer Japanreise keinen Erfolg mit ihrem Ansinnen – im Jahr 1943 wurden in Indonesien nur einheimische Berater und lokale Räte ernannt. Eine reale Bedeutung hatten sie nicht.
Als US-Truppen im Pazifik vorrückten, deuteten die Japaner 1943/44 leicht an, dass Teile von Indonesien unabhängig werden könnten. Am 10. März 1945 hieß es, auf Java nehme eine Kommission zur Untersuchung der Unabhängigkeitsfrage die Arbeit auf. Am 17. Juli – einen knappen Monat vor der Kapitulation – kündigte Japan eine Kommission zur Vorbereitung der Unabhängigkeit an.
Die Bedeutung der japanischen Besatzung für die spätere Unabhängigkeit liegt vor allem darin, dass Nationalisten Möglichkeiten bekamen, sich an das Volk zu wenden und Bekanntheit zu erlangen. Da die japanischen Besatzer verstärkt Einheimische für Verwaltungsaufgaben herangezogen hatten, beschleunigte die Besatzung auch auf diese Weise eine künftige Verselbstständigung. Vickers schätzt die vorherige niederländische Herrschaft als so erfolgreich ein, dass ohne die japanische Besatzung die Entstehung des späteren Indonesiens unmöglich gewesen wäre.
Der japanische Historiker Goto Ken'ichi weist darauf hin, dass 40.000 Niederländer ausgereicht hatten, die Kolonie zu beherrschen, aber 145.000 sie nicht zurückerobern konnten; beim Einmarsch 1942 starben 957 japanische Soldaten, während der japanischen Besatzung in der Übergangsphase 1945/1946 jedoch 10.078.

## Kriegsende 1945

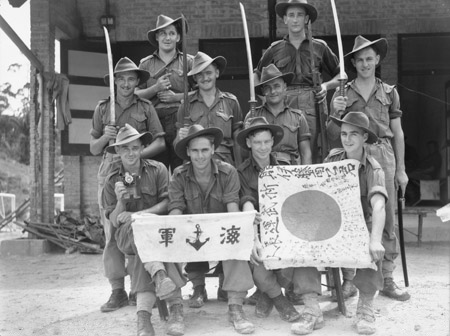
Australische Soldaten mit erbeuteter japanischer Flagge, Tarakan auf Borneo, Juli 1945

Japan kapitulierte am 15. August wenige Tage nach den Atombombenabwürfen auf Hiroshima und Nagasaki. Sowohl die niederländische Seite als auch die indonesischen Nationalisten waren davon überrascht worden, denn japanische Truppen standen noch in riesigen Gebieten Chinas und Südasiens. Niemand war auf eine schnelle Machtübernahme vorbereitet.
Den Nationalisten bereitete die Kapitulation einen Schock. Sie hatten die unmittelbare Machtübertragung erwartet und gehofft, dass Japan noch einige Monate aushalten würde. In dieser Zeitspanne hätte die indonesische Regierung sich stabilisieren können; die Welt hätte die Unabhängigkeit als unveränderbare Tatsache anerkennen müssen. Doch jetzt fürchteten die Nationalisten die schnelle Rückkehr der niederländischen Kolonialverwaltung.

### Geplante Rückkehr der Niederländer
In den Niederlanden war es für selbstverständlich gehalten worden, dass die alten Zustände wiederhergestellt werden würden. Die Niederlande hielten den Besitz von Niederländisch-Indien für lebenswichtig, da sie ohne die wirtschaftlichen Vorteile einer Kolonie nicht auszukommen glaubten, vor allem nicht nach dem wirtschaftlichen Niedergang durch die deutsche Besatzung von 1940 bis 1945. Außerdem war Niederländisch-Indien für die Niederlande der Grund dafür, sich als middelgrote mogendheid (mittlere Großmacht) zu begreifen. Da Asiaten unfähig zur Selbstregierung seien, könne die Wiederherstellung der Kolonialverwaltung auch für die Einwohner des Archipels nur von Vorteil sein. Über diese Grundeinschätzungen gab es in den Niederlanden kaum Meinungsunterschiede. Man diskutierte allenfalls darüber, in welchem Grad die Einheimischen an den unteren Verwaltungsebenen beteiligt werden sollten. In der Folge verwiesen die Niederlande oft auf eine Erklärung der Londoner Exilregierung: Das Kabinett hatte Ende 1942 angekündigt, dass Niederländisch-Indien einen gleichberechtigten Platz im Königreich erhalten werde.

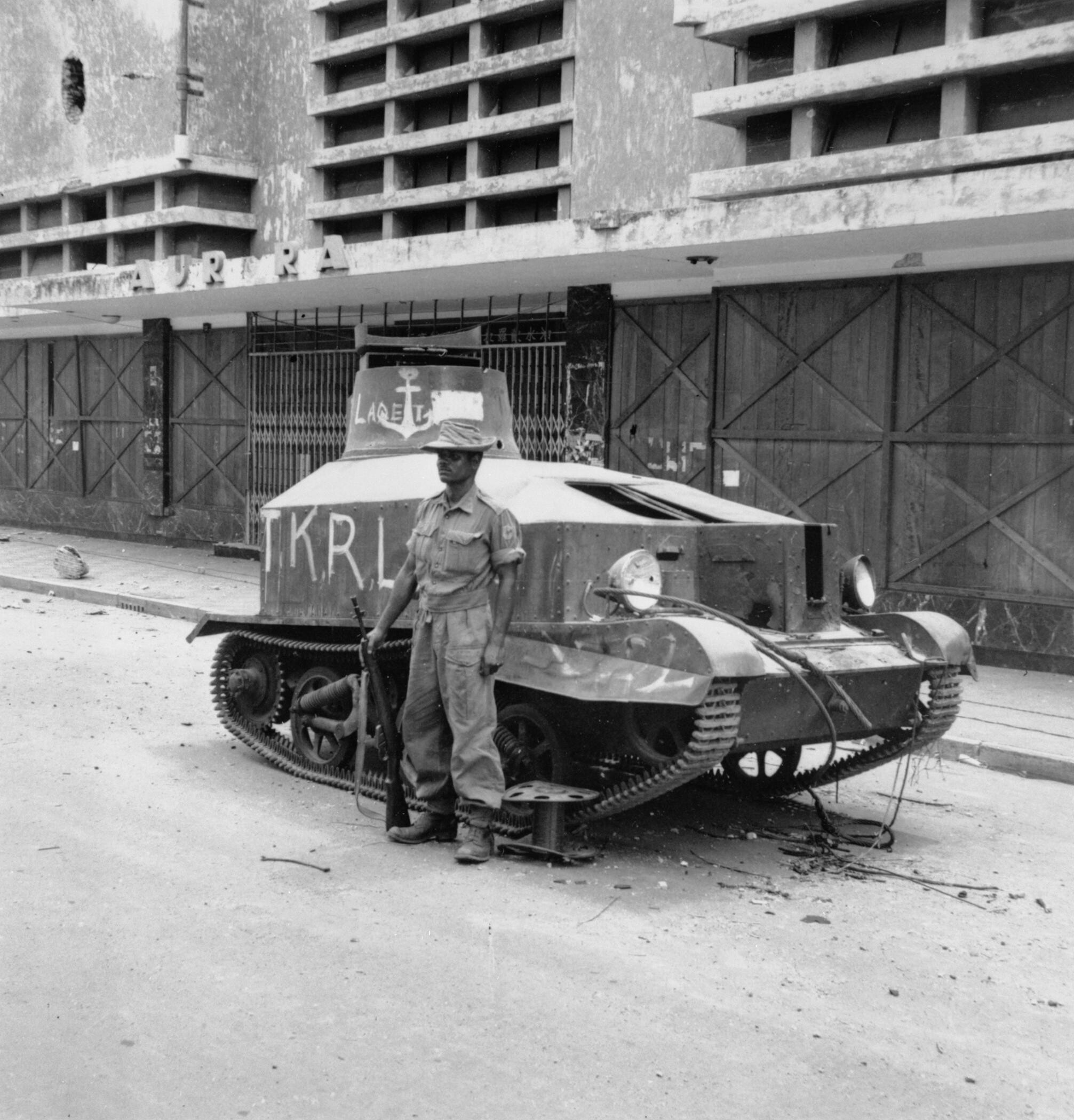
Britisch-indischer Soldat in Surabaja, November 1945

Die neue Supermacht USA ging davon aus, dass die indonesischen Nationalisten für eine sofortige und vollständige Unabhängigkeit noch nicht bereit waren. Das Außenministerium dachte an einen freiwilligen Bund von Niederlanden und indonesischer Republik. Die Sowjetunion dachte negativ über eine Rückkehr der Niederländer, noch viel mehr wäre sie aber gegen eine dauernde Anwesenheit von amerikanischen und britischen Truppen gewesen.
Es war geplant, dass die japanischen Truppen vorläufig noch die Macht ausüben sollten, bis britische Truppen unter dem Kommando von Lord Mountbatten sie nach und nach ablösten. Die Briten wiederum würden die Macht den Niederländern übergeben, die 1945 noch so gut wie keine Truppen im Archipel hatten. Zu den wichtigsten Aufgaben der Briten gehörte es, die in Internierungslagern (jappenkampen) eingesperrten Niederländer zu befreien und in sichere, von den Briten beherrschte Gebiete zu überführen. Diese Niederländer sowie die von außen kommende Spitze der alten Kolonialverwaltung mussten feststellen, dass sie von den Einheimischen feindselig empfangen wurden.

### Ausrufung der Unabhängigkeit

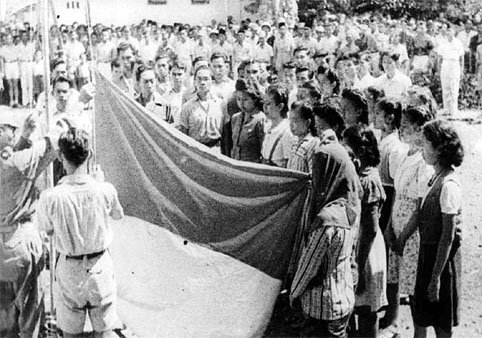
Hissen der indonesischen Flagge am 17. August 1945

Zu der Radikalisierung des indonesischen Nationalismus trug vor allem die Bewegung der Pemuda bei („Jugend“, niederländische Schreibweise: pemoeda). Sie ging aus Jugendorganisationen der japanischen Besatzungszeit hervor. Pemuda-Banden terrorisierten Niederländer und auch Einheimische, die mit den Niederländern zusammenarbeiten wollten. Die Übergangszeit, in der die japanischen Truppen abgelöst werden sollten, nennt man bersiap („Seid bereit!“). In dieser Periode haben Pemudas und andere Gruppen ungefähr 3.500 Menschen umgebracht. Andererseits rächten sich japanische und britische Truppen für eigene Verluste, die ihnen von Pemudas zugefügt worden waren. Im November 1945 beispielsweise wurde das Dorf Bekasi bei Batavia von britisch-indischen Truppen zerstört, nachdem Pemudas in der Nähe die Besatzung eines notgelandeten britischen Flugzeugs getötet hatten.
Bereits seit Mai 1945 hatten Nationalisten auf japanische Einladung hin über eine künftige Unabhängigkeit gesprochen. Sukarno stellte seine Formel der Fünf Prinzipien (Pancasila) auf: Nationalismus, Humanität, Demokratie, soziale Gerechtigkeit und der Glaube an einen allmächtigen Gott. Der Entwurf einer Verfassung für die „Republik Indonesien“ wurde bereits ausgearbeitet, darin erhielt der Präsident eine starke Stellung. Die Führer Sukarno und Hatta hatten bis zur Bombardierung von Hiroshima damit gezögert, einen neuen Staat zu errichten. Sie hatten auf eine geordnete Machtübergabe gehofft.
Doch die Gewalt der Pemudas zwang Sukarno und Hatta dazu, am 17. August 1945 die Unabhängigkeit, Kemerdekaan, auszurufen. Tags darauf wurden Sukarno und Hatta Präsident bzw. Vizepräsident, gewählt von einem Nationalkomitee, das die Unabhängigkeit vorbereiten sollte und jetzt als provisorisches Parlament diente. Am 5. Oktober gründete Sukarno die zunächst so genannte Volks-Sicherheits-Armee, die vor allem mit Material der Polizei bewaffnet wurde (TKR: Tentara Keamanan Rakjat, seit Juni 1947 TNI: Tentara Nasional Indonesia).
Der „Republik Indonesien“ gelang es in wenigen Monaten, die Herrschaft über den Großteil von Java zu erlangen. Auf dieser Insel lebten 55 Millionen der 70 Millionen Einwohner des gesamten Inselreichs. Die Republik kontrollierte auch Madura bei Java und die westlich gelegene Insel Sumatra.

## Besatzungszeit und erste „Polizeiaktion“, 1945–1947

### Britische Besatzung 1945/1946
Die Briten unter Mountbattens South East Asia Command hatten zunächst wenig Truppen in der Region und hielten es für vorrangig, Kriegsgefangene in Malakka und Indochina zu befreien. Borneo und den Osten von Niederländisch-Indien überließen sie den Australiern. Erst Mitte September 1945 landete eine britische Vorhut bei Batavia (heute: Jakarta), der Hauptstadt Niederländisch-Indiens. Am 2. Oktober kam luitenant-gouverneur-generaal Hubertus van Mook an, der höchste Vertreter der Niederlande.

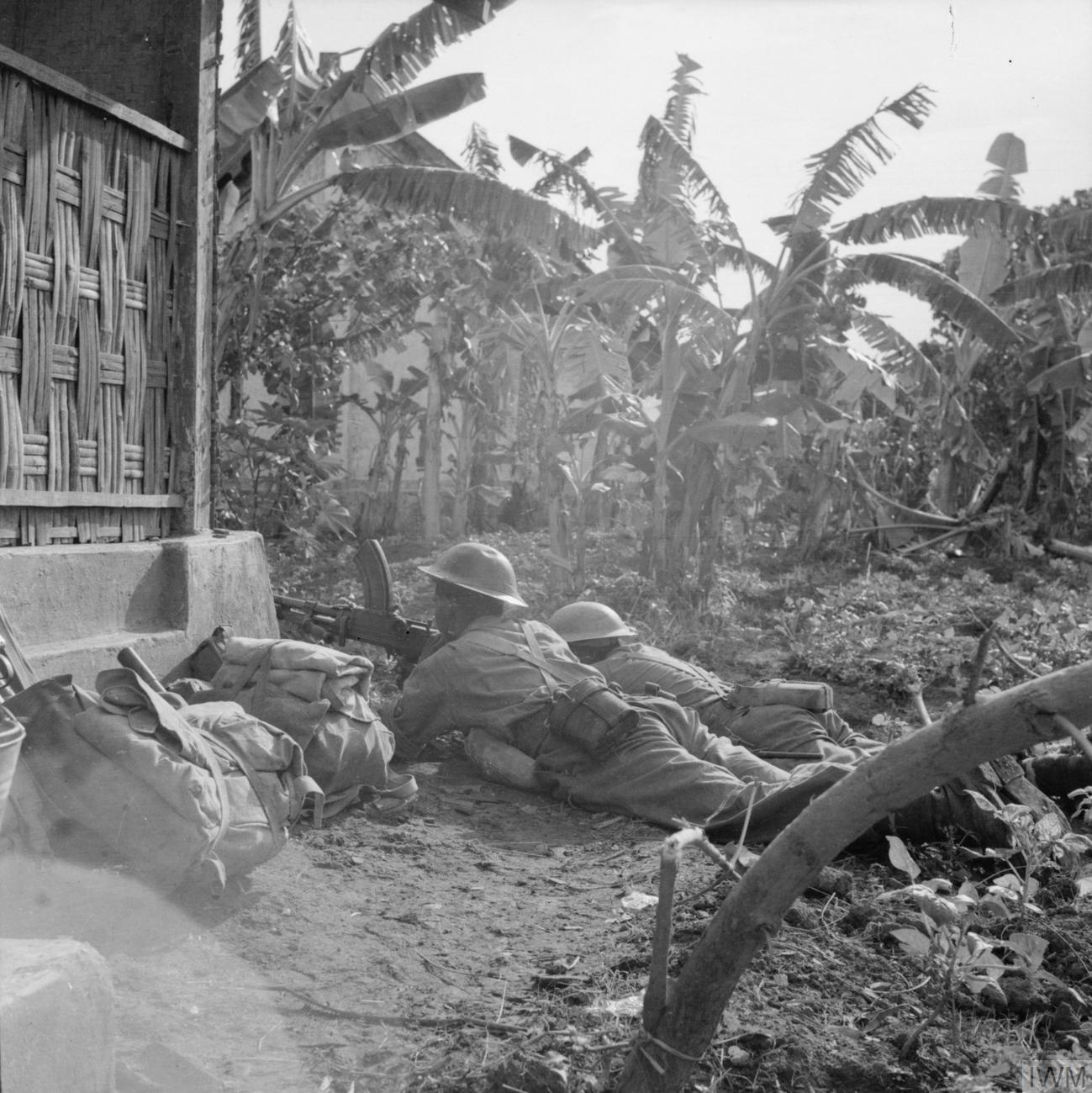
Britische Soldaten mit Bren-Maschinengewehren, bei Surabaja, 15./16. November 1945

Auf Java besetzten die Briten zunächst nur einige Hafenstädte und später einen Streifen von Batavia aus ins Landesinnere. Heftig waren die Kämpfe vor allem um Surabaja, wo der örtliche japanische Kommandant den Pemudas Waffen überlassen hatte. Den sechstausend britischen Soldaten, die im Oktober 1945 dort ankamen, standen 20.000 Soldaten der indonesischen Armee Tentara Keamanan Rakjat gegenüber. Trotz der Versuche von Sukarno, ein Blutvergießen zu verhindern, kam es nach einem Anschlag der Pemudas zu einer Schlacht. Ende November konnten die Briten Surabaja dennoch vollständig unter ihre Kontrolle bringen.

### Niederländische Machtübernahme
In den Außengebieten, wie Borneo und dem Großen Osten (die östliche Inselwelt mit Celebes und Ambon), dauerte die Machtübergabe durch die Japaner länger. Da hier die feudalen Herrscher noch eher Macht hatten als auf Java, ergab sich für die Niederländer die Möglichkeit, die alten Machtverhältnisse teilweise zu erneuern. Gegen Oktober 1946 zogen die Briten aus dem Archipel ab und niederländische Truppen übernahmen ihre Stelle. Sie bestanden aus alten Einheiten der Kolonialarmee KNIL, niederländischen Freiwilligenverbänden und schließlich auch aus Wehrpflichtigen.
In den Niederlanden wurde nun um den richtigen Kurs gestritten. Gouverneur van Mook machte darauf aufmerksam, dass die niederländische Machtposition sehr schwach war. Doch das Kabinett Beel I unter Ministerpräsident Louis Beel wollte die alten Verhältnisse so schnell und vollständig wie möglich wiederherstellen. Das Kabinett hielt die Ausrufung der Republik zunächst nur für einen  letzten Propagandatrick der Japaner. Es war nicht bereit, die Republik als gleichwertigen Verhandlungspartner anzusehen: Die Republik bestünde nur aus einer kleinen Gruppe von Nationalisten ohne Rückhalt in der Bevölkerung.
Die britische Labour-Regierung unter Clement Attlee fand die Vergangenheit des „Kollaborateurs“ Sukarno irrelevant und wollte durch Verhandlungen Blutvergießen vermeiden. Die Niederlande sollten sich dieser Ansicht anschließen. Vor allem wollte London seine Truppen nur dazu einsetzen, Kriegsgefangenen und Internierten zu helfen, nicht, um die Kolonie für die Niederlande zurückzuerobern. Die britischen Truppen würden nicht gegen die Republik eingreifen, ließ die Regierung am 29. September 1945 über Radio verkünden. Das war nicht als Anerkennung gemeint, aber die Nationalisten verstanden es durchaus als große Unterstützung.

### Abkommen von Linggajati 1947

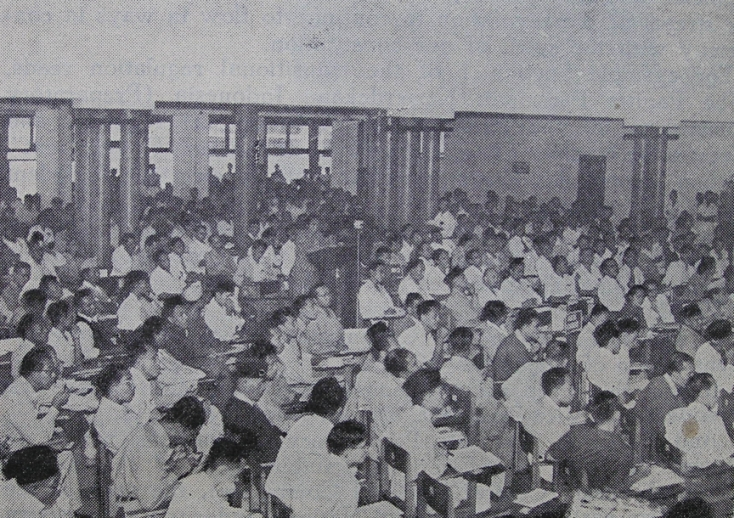
Das Nationalkomitee KNIP berät sich nach dem Linggajati-Abkommen in Malang

Kolonialbeamte um van Mook einerseits und der indonesische Ministerpräsident Sutan Syahrir andererseits einigten sich schließlich auf die Neuordnung des Archipels: Im März 1947 wurde das Abkommen von Linggajati (damalige Schreibweise: Linggadjati) unterzeichnet. Demzufolge sollte die Republik die Macht auf Java und Sumatra ausüben und Teilstaat einer Föderation werden – der Vereinigten Staaten von Indonesien (VSI). Die anderen Teilstaaten sollten Borneo und „Ostindonesien“ sein. Die VSI würden mit den Niederlanden über eine „Niederländisch-Indonesische Union“ verbunden sein.
Doch schon bei der Unterzeichnung gab es unterschiedliche Auffassungen davon, wie das Abkommen zu verstehen sei. Die Republik wollte in der geplanten Union nur einen lockeren Verbund sehen, für wirtschaftlichen und kulturellen Austausch. In dieser Sichtweise wurde sie von van Mook auch bestärkt. Offen gehalten wurde ferner die Frage, ob die niederländische Königin Oberhaupt der Union sein würde.
Das niederländische Kabinett hingegen wollte in der Union ein Machtinstrument sehen, durch das es in Zukunft noch erheblichen Einfluss auf die VSI ausüben würde, auch in der Außen- und Verteidigungspolitik. Das Parlament in Den Haag gab der Übereinkunft einen entsprechenden Zusatz. Der folgende Streit drehte sich formell darum, ob „Linggajati“ in der ursprünglichen oder in der erweiterten Form gelten sollte, und praktisch darum, wer im Archipel zukünftig die letztendliche Macht ausübt.
Die Niederlande standen damals unter erheblichem finanziellen Druck. Ihr sozialdemokratischer Finanzminister Piet Lieftinck warnte vor einem baldigen Kollaps der niederländisch-indischen Finanzen und danach der Finanzen des Königreichs selbst. Er war dafür, die Truppen aus dem Archipel zurückzuziehen. Die Alternative sei eine „begrenzte militärische Aktion“, mit der die Niederlande sich die Produktionsstätten auf Java und Sumatra sichern und gleichzeitig ihre Macht demonstrieren würden.
Ultimaten an die Republik, die erweiterte Fassung von „Lingaddjati“ anzuerkennen, brachten Ministerpräsident Syahrir dazu, einer Interimsregierung zuzustimmen. Sie könne sogar von einem Niederländer geführt werden. Damit war er allerdings zu weit gegangen und verlor den letzten Rückhalt unter den politischen Kräften in der Republik. Am 27. Juni 1947 musste der Ministerpräsident zurücktreten. Die führenden Politiker der Republik befürchteten, dass zu viel Nachgiebigkeit die kolonialen Machtverhältnisse zurückbringen werde.

### Erste „Polizeiaktion“, 1947

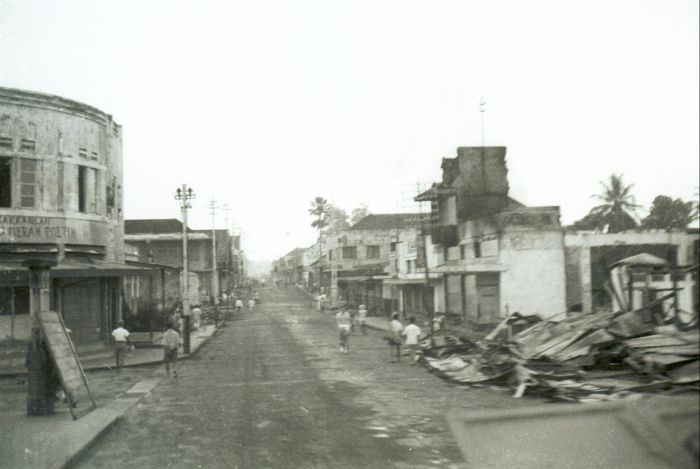
Eine während der „Polizeiaktion“ zerstörte Stadt, Sommer 1947

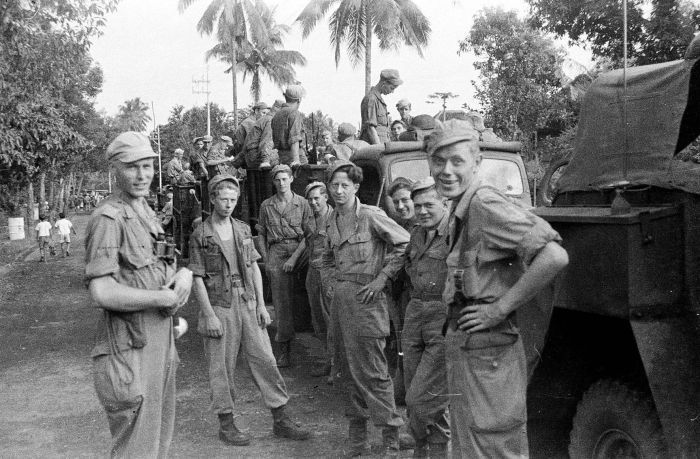
Niederländische Militärkolonne im Sommer 1947 während der ersten „Polizeiaktion“.

Im Jahr 1947 und dann noch einmal 1948/49 besetzten die Niederlande mit so genannten Polizeiaktionen große Teile Sumatras und vor allem Javas militärisch. Der verharmlosende Ausdruck „Polizeiaktion“ wurde auch gewählt, damit der Konflikt sich nach einer inneren Angelegenheit der Niederlande anhörte. Die beiden Besetzungsaktionen waren wegen des Abkommens von Lingaddjati rechtswidrig: Darin hatte gestanden, dass man im Streitfall eine neutrale dritte Seite darum bitten werde, als Schiedsrichter zu dienen.
Die erste „Polizeiaktion“ fand ab dem 21. Juli 1947 statt. Niederländische Streitkräfte besetzten den Westen und den Osten Javas (die Mitte blieb bei der Republik) und vergrößerten die Brückenköpfe auf Sumatra unter geringen eigenen Verlusten. Die republikanische Armee umfasste zwar doppelt so viele Soldaten, hatte aber keine Luftunterstützung und weniger Transport- und Kommunikationsmittel.
Wirtschaftlich gesehen war die Aktion mit der Eroberung von Plantagen und Abbaustätten für die Niederlande erfolgreich. Die Republik konnte nun mit dem Ausland keinen Handel treiben. Allerdings gab es nicht genügend niederländische Beamte, um die besetzten Gebiete effektiv zu verwalten. Ein Flüchtlingsstrom verschlimmerte die Ernährungslage in Yogyakarta, wo die Regierung der Republik residierte. Einheimische, die aus politischen oder materiellen Gründen mit den Niederländern zusammenarbeiten wollten, waren aufgrund indonesischer Guerillaangriffe ihres Lebens nicht sicher. Im Dezember 1947 verübten Teile der niederländischen Armee das Massaker von Rawagede, welches von der UNO verurteilt wurde.

### Internationale Reaktionen
Große Teile der Weltöffentlichkeit sympathisierten mit der Republik, darunter auch Britisch-Indien, das gerade unabhängig wurde. In Australien verstand man, dass man es künftig vor allem mit dem neuen Indonesien zu tun haben werde und nicht mit einem kleinen Land an der Nordsee. Die Niederlande hingegen wurden vor allem von den Kolonialmächten Großbritannien, Belgien und Frankreich unterstützt.
Die Haltung der Vereinigten Staaten war zunächst widersprüchlich. Einerseits sympathisierten die Amerikaner mit Unabhängigkeitsbewegungen und hatten sich auch im Zweiten Weltkrieg gegen Kolonialreiche ausgesprochen. Andererseits wollten die USA die Niederlande weder von sich entfremden noch schwächen, denn sie befürchteten einen wirtschaftlichen Kollaps in Westeuropa und folglich die Stärkung kommunistischer Elemente.
Im Falle von Indochina hat Amerika auf Frankreich Rücksicht genommen, weil es Frankreichs Stimme im UN-Sicherheitsrat brauchte und weil es in Frankreich eine große kommunistische Partei gab. Außerdem war das indonesische Rohöl von größter Bedeutung im Angesicht eines möglichen Dritten Weltkrieges. Die Niederlande konnten nur kurzfristig für einen zügigen Export sorgen. Längerfristig jedoch wäre eine niederländische Herrschaft katastrophal für die politische Zukunft Indonesiens gewesen.
Die niederländischen Indien-Truppen, Gouverneur van Mook sowie die Hälfte des niederländischen Kabinetts waren der Meinung, die begrenzte Aktion müsse auf den Restteil Javas ausgeweitet werden. Vor allem müsse die Hauptstadt der Republik, Yogyakarta, erobert und die republikanische Regierung aufgelöst werden. Dagegen sprachen sich die sozialdemokratischen Minister aus, und auch die USA warnten davor, dass sie in diesem Fall UN-Sanktionen nicht mehr verhindern würden. Letzteres bewahrte die Niederlande im August vor einem „Sprung in den Abgrund“, wie der Historiker H. W. van den Doel urteilt. Durch das amerikanische Vermittlungsangebot wurde eine Einmischung der UN verhindert, was mehr im Sinne der Niederlande als der Republik war.

## Neue Verhandlungen und Zweite „Polizeiaktion“, 1947–1949

### Renville-Verhandlungen
Im September 1947 trafen sich Vertreter der Niederlande und der Republik, und zwar auf dem amerikanischen Kriegsschiff USS Renville vor der Küste Javas. Beide Seiten waren bereits für Kriegsverbrechen verantwortlich gewesen. Außerdem warf die Republik Gouverneur van Mook vor, in den besetzten Gebieten Marionettenstaaten für seine Vereinigten Staaten von Indonesien zu installieren. Die Amerikaner zweifelten daher an der Aufrichtigkeit der Niederländer und befürchteten eine weitere Radikalisierung des Konflikts. Die Vermittlungskommission auf der Renville befand, dass die Niederlande damit aufhören müssen, neue Staaten zu gründen. Sie sollten sich in drei Monaten aus den besetzten Gebieten zurückziehen. Innerhalb eines Jahres würden freie Wahlen über die Zukunft des Archipels entscheiden. Die Republik nahm dies an, während am 2. Januar 1948 die niederländische Regierung weiterhin die vollständige Souveränität über den Archipel beanspruchte.

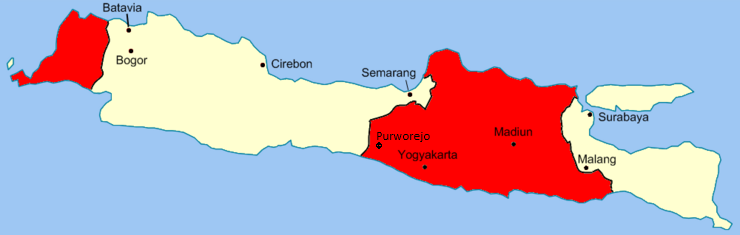
Die „Van-Mook-Linie“ nach dem Renville-Abkommen, in rot die Republik.

Am 17. Januar 1948 kamen auf der Renville beide Seiten dennoch zu einem neuen Einvernehmen: Die Republik musste zwar die durch die Besetzung zustande gekommenen Grenzen anerkennen, bekam aber freie Wahlen unter amerikanischer Aufsicht in Aussicht gestellt. Die Niederländer wiederum interpretierten auch dieses Einvernehmen in ihrem Sinne, nämlich als Anerkennung ihrer Souveränität und Handlungsfreiheit. So wie es zwei „Linggajatis“ gegeben hatte, meint van den Doel, so gab es nun zwei „Renvilles“. Diesmal aber spielten die Amerikaner die Rolle eines neutralen Beobachters, der auf die Niederländer Druck ausübte.
Van den Doel unterstützt die damalige Einschätzung eines Mitarbeiters des niederländischen Außenministeriums, dass die Niederländer es in kurzer Zeit geschafft hätten, die Sympathie der anderen Mächte an die Republik zu verlieren. Van Mook und seine Umgebung hätten nur die eigene Sicht auf die indonesische Wirklichkeit toleriert, nicht aber die von Ausländern, wie den britischen Militärs oder französischen, belgischen oder australischen Beobachtern.

### Aufbau föderaler Strukturen und neuer Gouverneur

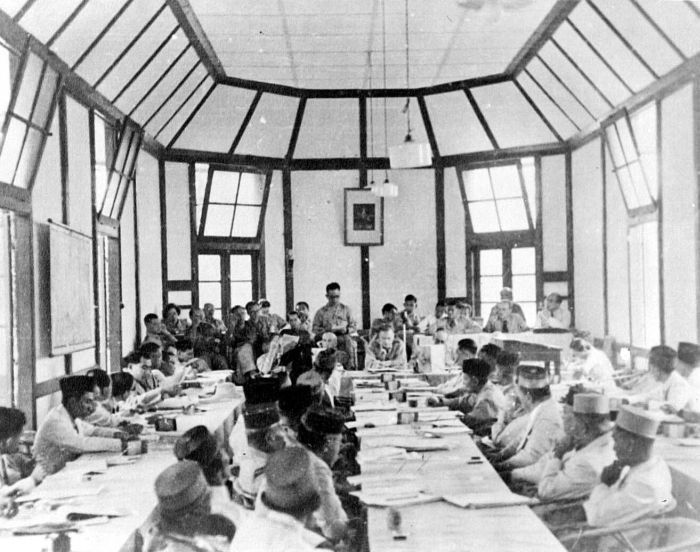
Gouverneur Huib van Mook leitet die Konferenz von 39 Vertretern aus Borneo und dem Großen Osten, Malino auf Celebes (Sulawesi) im Juli 1946

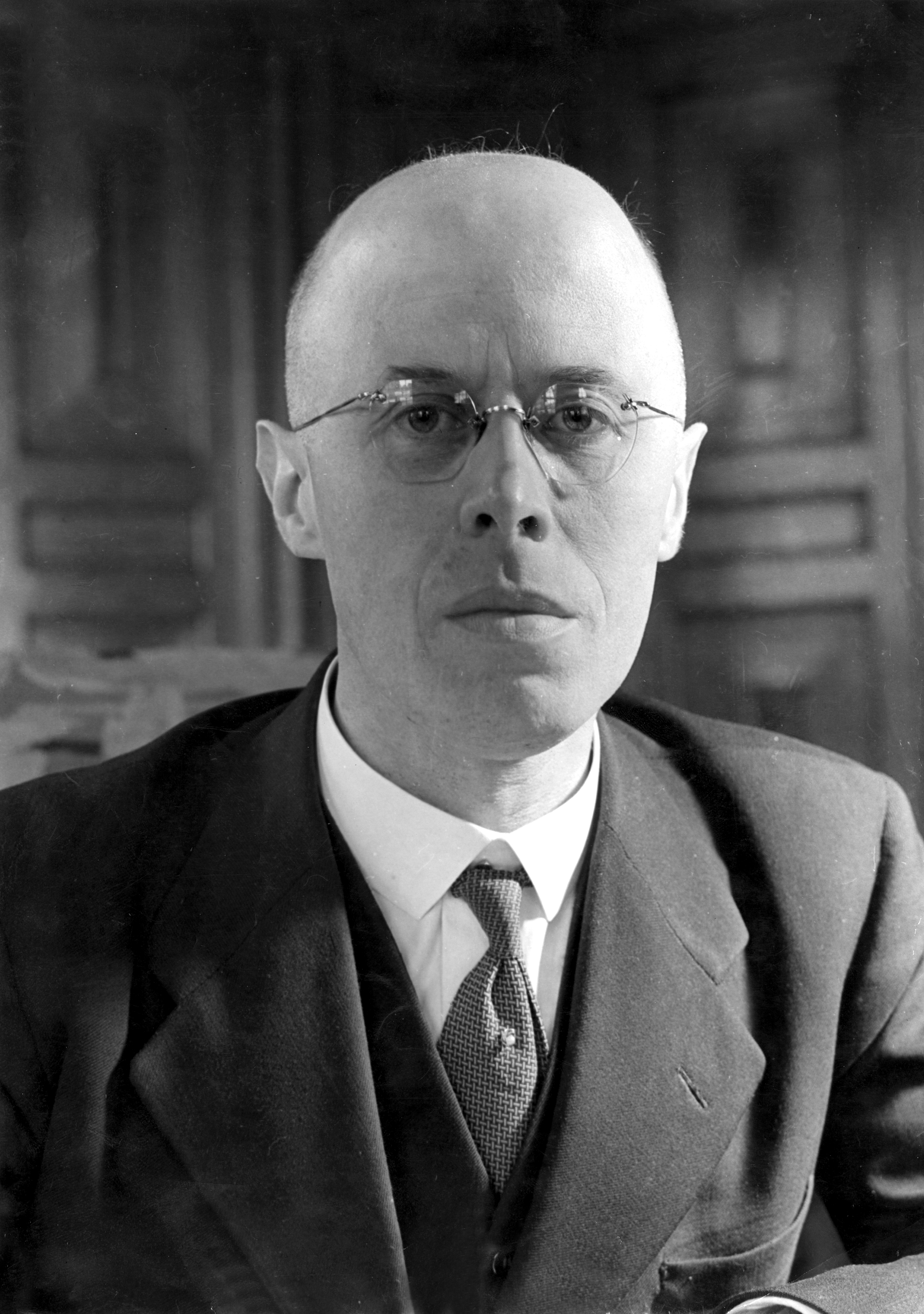
Louis Beel von der Katholischen Volkspartei wurde van Mooks Nachfolger in Indien. Hier sieht man ihn noch als Ministerpräsidenten 1947.

Die Niederlande versuchten, an der Republik vorbei föderale Strukturen aufzubauen. Doch die einheimischen Politiker, die sie dazu ausgesucht hatten, traten selbstbewusst auf. In den Augen niederländischer Beamter waren sie zudem korrupt und inkompetent. Die Niederlande standen zeitlich unter Druck, weil am 1. Januar 1949 – „Lingaddjati“ zufolge – die VSI errichtet sein sollten.
In den Niederlanden fanden am 7. Juli 1948 Parlamentswahlen statt, die für eine Änderung der Verfassung vonnöten waren: Niederländisch-Indien war der Verfassung nach Teil des Königreichs und sollte jetzt souverän werden, verbunden mit den Niederlanden nur durch die Union. Für die Änderung war eine Zweidrittelmehrheit verpflichtend. Daher erweiterte die Katholische Volkspartei ihre Koalition mit den Sozialdemokraten um die Liberalen und die protestantische Partei CHU (Kabinett Drees/Van Schaik). Den Sozialdemokraten wurde das Ministerpräsidentenamt zugestanden (Willem Drees). Die Katholiken erhielten das Kolonialministerium (Emmanuel Sassen), und es wurde vereinbart, dass ein Katholik Van Mook ablösen werde. Die kolonial unerfahrenen Katholiken, so J. J. Woltjer, wollten sich von einer früheren, ihrer Meinung nach zurückhaltenderen Indienpolitik der Niederlande absetzen. Sie hielten es für zwecklos, mit der Republik Vereinbarungen zu treffen, da diese sich nicht daran halten würde. Das sei dadurch bewiesen, dass niederländisch kontrollierte Gebiete unterwandert werden würden.
Im August 1948 hörte Gouverneur van Mook, dass eine neue Spitze der Kolonialverwaltung gesucht wurde. Der ehemalige Ministerpräsident Louis Beel wurde am 4. November offiziell sein Nachfolger. Bereits im September hatte Beel einen kommunistischen Aufstandsversuch in Madiun auf dem Gebiet der Republik dazu ausnutzen wollen, die Republik mit einer Militäraktion auszuschalten. Diesem Plan widersetzte sich allerdings der neue Ministerpräsident, der Sozialdemokrat Willem Drees. Außerdem war der kommunistische Aufstand vom 19. September spätestens am 30. September vorbei, als die örtlichen Kommunisten vor den anrückenden Truppen der Republik flüchteten. Der Versuch, einen kommunistischen Guerilla-Krieg zu entfesseln, scheiterte an der ablehnenden Landbevölkerung. Das schnelle Ende des Madiun-Aufstandes brachte der Republik das diesbezügliche Vertrauen der westlichen Welt ein.

### Zweite „Polizeiaktion“, 1948/1949

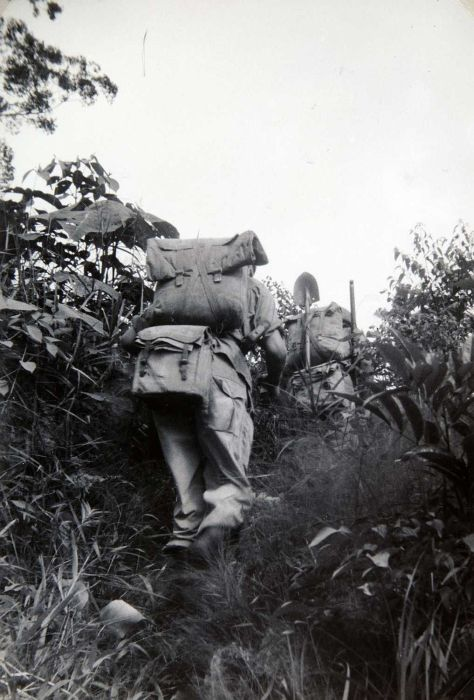
Niederländische Soldaten während einer Patrouille 1948.

Eine letzte Chance sahen das Kabinett und Gouverneur Beel darin, die Weihnachtsferien der UN für eine zweite „Polizeiaktion“ zu nutzen. Nach dem 15. Dezember 1948 bestand bis Mitte Januar die Möglichkeit zur Beseitigung der Republik und der Schaffung neuer Tatsachen. Die Verärgerung anderer Mächte glaubten die Niederländer in Kauf nehmen zu können. Ministerpräsident Drees meinte, ohne Krieg würde „man das indonesische Volk sich selbst überlassen, mit der Folge: erst Anarchie und dann Diktatur“.

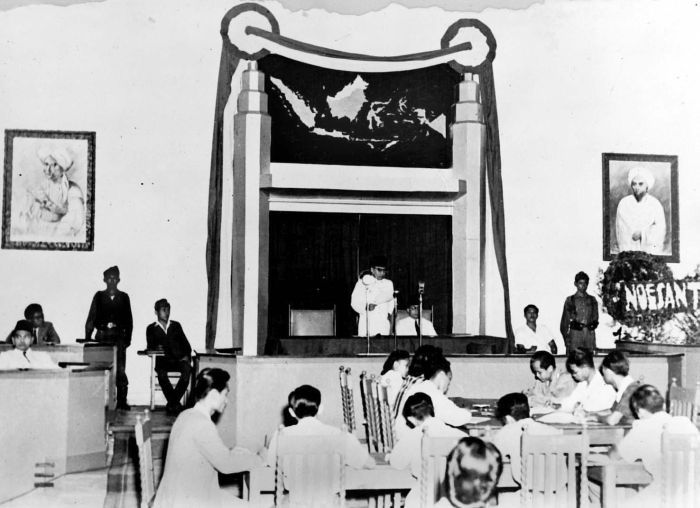
Präsident Sukarno vor dem republikanischen Parlament 1947 in Malang

Am 19. Dezember begann mit 80.000 Soldaten die zweite „Polizeiaktion“, mit einer schnellen Besetzung von strategisch wichtigen Punkten und einem Fallschirmjägereinsatz über dem Flughafen bei Yogyakarta. Präsident Sukarno, der neue Ministerpräsident Hatta und etliche Minister wurden verhaftet, dem Armeebefehlshaber hingegen war die Flucht gelungen. Bei dieser zweiten Militäraktion eroberten die Niederlande fast ganz Java, Madura sowie weitere Orte im Osten Sumatras.
Trotz gegenteiliger Vermutung des niederländischen Armeebefehlshabers brachte die Verhaftung der Regierung kein Ende des indonesischen Guerillakrieges. General Simon Spoor hatte auf Java 102.000 und auf Sumatra 22.500 Mann zur Verfügung, zu wenig, um die riesigen Gebiete wirksam zu kontrollieren.
Der Außenpolitik-Experte George F. Kennan warnte am 17. Dezember 1948, dass die Niederländer nicht in der Lage seien, ein pro-westliches Indonesien zu schaffen. Hatta und Sukarno hingegen seien es. Wenn sie stürzten, dann kämen Extremisten an die Macht und es bestünde die Gefahr, dass Indonesien kommunistisch werden würde. Auch die Presse berichtete negativ über die „Polizeiaktionen“, und schließlich kündigten die USA an, dass keine Marshallhilfe an Niederländisch-Indien gehen werde. Man schreckte aber davor zurück, die Niederlande selbst davon auszuschließen, um nicht den Eindruck zu erwecken, dass Amerika seine Macht gegen ein kleineres Land ausspiele.
Die Vereinten Nationen beschlossen am 28. Dezember zwei Resolutionen gegen den niederländischen Angriffskrieg. Auch diejenigen indonesischen Politiker, die in den VSI mit den Niederländern zusammenarbeiten wollten, lehnten den Krieg ab. In den Niederlanden jedoch befürworteten über sechzig Prozent der Befragten die Zweite „Polizeiaktion“.

## Unabhängigkeit 1949

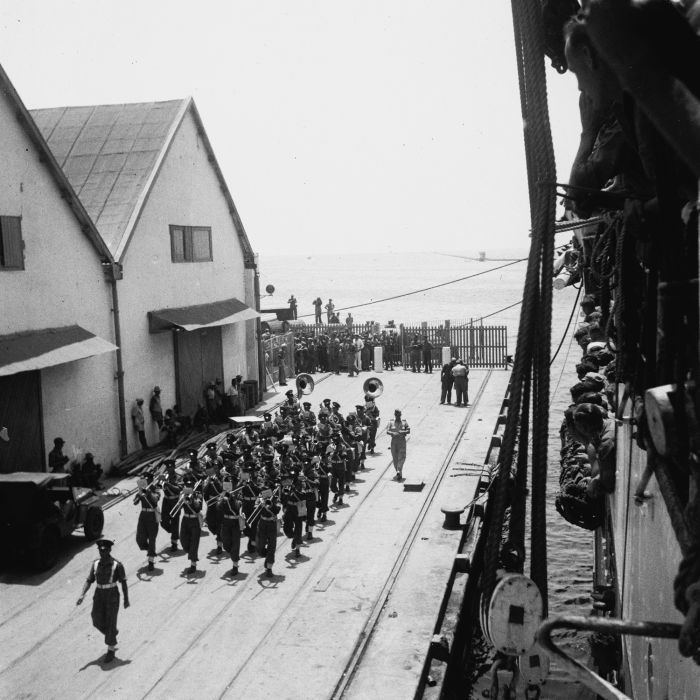
Niederländische Truppen werden von einer Blaskapelle verabschiedet, September 1949 in Jakarta

Nachdem die Regierung der Republik im März 1949 wieder freigelassen worden war, kam es am 14. April 1949 zu erneuten niederländisch-indonesischen Verhandlungen in Batavia. Sie standen allerdings vor dem Problem, dass die Politiker der Republik wieder nach Yogyakarta zurückkehren wollten, bevor man irgendwelche Fragen besprechen konnte. Hatta und der niederländische Abgesandte van Rooijen vereinbarten, dass die Republik nach ihrer Rückkehr nach Yogyakarta an einem Runden Tisch teilnehmen und die Niederländer keine neuen Marionettenstaaten bilden werden. Im Van-Rooijen-Roem-Abkommen vom 7. Mai gestanden die Niederlande der Republik unter anderem zu, im provisorischen VSI-Parlament die Hälfte der Sitze zu erhalten. Am 10./11. August 1949 wurde ein Waffenstillstand angenommen.

Die „Vereinigten Staaten von Indonesien“ im Dezember 1949. Rot eingezeichnet ist die Republik.

Am Runden Tisch in Den Haag, der seit dem 23. August 1949 tagte, nahmen Ministerpräsident Drees, die Republik Indonesien, die UN-Kommission für Indonesien sowie die „nichtrepublikanischen“ Teilstaaten teil, die durch die zweite „Polizeiaktion“ in die Arme der Republik getrieben worden waren. Die Niederländisch-Indonesische Union wurde in der „schwachen“ Form realisiert, wie sie die Republik schon 1946 anzunehmen bereit gewesen war, wenngleich nun unter der niederländischen Krone. Die schwierige Neuguinea-Frage wurde dadurch vermieden, dass die Niederlande noch die Herrschaft über den Westteil der Insel behalten würden. Erst später sollte über dessen Zukunft entschieden werden.
Im niederländischen Parlament sprach der ehemalige Ministerpräsident Gerbrandy von einer Kapitulation gegenüber einer von „Japan-Kollaborateuren gegründeten Republik“ und einer Auslieferung der ehemaligen Kolonie an „die dämonischen Mächte, die in Asien zu Gange sind“. Der Fraktionsvorsitzende der Anti-Revolutionären Partei, Jan Schouten, nannte die geplante Union „so leicht wie eine Feder“. Am 9. Dezember nahm aber die Zweite Kammer die Verhandlungsergebnisse mit 71 gegen 29 Stimmen an, die Erste Kammer stimmte am 19. Dezember 1949 zu. Im indonesischen Parlament konnten, nach den Schwierigkeiten durch den Krieg, noch 319 Abgeordnete versammelt werden. Von ihnen stimmten 226 für die Ergebnisse. Die Unterzeichnung der Souveränitätsübergabe durch Königin Juliana fand am 27. Dezember 1949 in Amsterdam statt.

## Folgen für Indonesien
Mit der Souveränitätsübergabe war die Republik Indonesia Serikat zustande gekommen, die Republik der Vereinigten Staaten von Indonesien. Einen Tag danach wurde Präsident Sukarno triumphal in Jakarta empfangen (ehemals Batavia). Schon im Januar 1950 kam es zu einem Putschversuch, der vom Niederländer Raymond Westerling angeführt wurde. Sukarno nahm dies zum Anlass, Indonesien zu einem Einheitsstaat zu machen. Seit 1956 wandelte er sich immer mehr zum Diktator und schaffte 1959 das erst 1955 gewählte Parlament ab. Sukarno selbst wurde 1965 in einer äußerst gewalttätigen Auseinandersetzung von Generalmajor Suharto abgelöst. Darauf folgten die Massaker in Indonesien 1965–1966.
Das unabhängige Indonesien war konfrontiert mit den Folgen der japanischen Besatzung und des Unabhängigkeitskrieges. 1945–1949 waren circa hunderttausend Soldaten der Republik umgekommen. Die zweite „Polizeiaktion“ 1948/49 hatte ferner längerfristige Bedeutung für die indonesische Innenpolitik. Durch die Inhaftierung des Kerns der zivilen Führung konnten örtliche Militärführer sich als Herrscher in ihrem jeweiligen Gebiet betrachten. Der Guerillakampf führte dazu, dass Militärführer, Politiker, Beamte und andere Flüchtlinge in Dörfern untertauchen mussten. Für viele Dorfbewohner, so Reid, war dies die erste richtige revolutionäre Erfahrung. Die gemeinsamen Erlebnisse solidarisierten und gaben den künftigen Führern eine Legitimation im Volke, die im unabhängigen Staat nachwirkte. Der japanische Historiker Goto sieht einen gewissen Zusammenhang zwischen der Idee unter japanischer Besatzung, dass die Armee alles sei, und der späteren starken Stellung der Armee im indonesischen Staat.

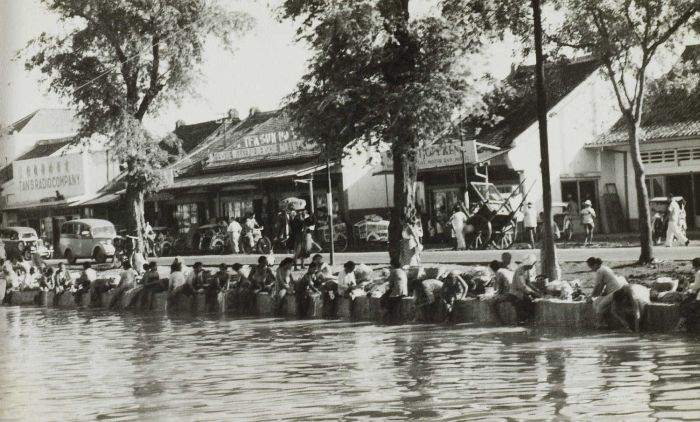
Frauen waschen Kleidung in einem Kanal in Jakarta, 1950er-Jahre

Es ist schwierig zu sagen, ob es den Einwohnern des Archipels unter einer weiteren niederländischen Herrschaft besser ergangen wäre als mit der Unabhängigkeit, unter anderem da sich die Weltwirtschaft in den 1950er Jahren in einem anderen Zustand als in den 1930er Jahren befand. Vickers verweist darauf, dass viele Indonesier in den 1950er Jahren verschuldet waren, wie auch schon in der Kolonialzeit. Der Koreakrieg habe nur für einen kurzfristigen Boom gesorgt, der dem Land dabei half, seine Schulden zu begleichen. Um den Niederländern die Übergabe zu erleichtern, zwangen die USA Indonesien dazu, die gigantische Staatsschuld zu übernehmen. Nach der Übergabe kam allerdings nur wenig der von den USA versprochenen Wirtschaftshilfe. Das ließ Indonesien langfristig misstrauisch gegenüber Amerika bleiben.
Außerdem traten nun die innerindonesischen Spannungen stärker zum Vorschein, auch durch die Ansprüche von Föderalisten, Islamisten und Kommunisten. Regionale Aufstände, wie etwa 1957 auf Sulawesi und Sumatra, erinnerten daran, dass es sich um ein multiethnisches Land mit ungelösten Autonomieproblemen handelte. Die Neuguinea-Frage, die 1949 bei der Souveränitätsübergabe noch ausgeklammert worden war, wurde nicht wie geplant 1950 gelöst. Das als niederländische Kolonie weitergeführte Gebiet blieb bis 1962 ein Streitobjekt zwischen den Niederlanden und Indonesien. Schließlich kam das Gebiet über die Vereinten Nationen zu Indonesien.
Das 1968 in Malang eröffnete militärische Museum Brawijaya arbeitet die Ereignisse auf.

## Folgen für die Niederlande
Durch die großen Gruppen von Rückkehrern bzw. Einwanderern – die Niederlande hatten damals knapp zehn Millionen Einwohner – blieb die Kolonialvergangenheit lange Zeit in den Niederlanden öffentlich präsent, wurde aber erst nach mehreren Jahrzehnten allmählich öffentlich diskutiert. Dies beschränkte sich allerdings auf einzelne Aspekte des Krieges und das Verhalten der niederländischen Politik.
Obwohl die finanzielle Frage nur im Sommer 1948 von ausschlaggebender Bedeutung für die Indienpolitik Den Haags war, hält sich bis heute in der Öffentlichkeit die Meinung, dass die Angst vor einer wirtschaftlichen Katastrophe im Vordergrund gestanden habe (Indië verloren, rampspoed [Unheil] geboren.). Schon ein 1945 veröffentlichter Bericht von zwei Wirtschaftsexperten besagte, dass die Niederlande 1938 vierzehn Prozent ihres Nationaleinkommens in Indien verdient hatten. Ihrer Meinung nach wäre ein Ende der Kolonialzeit aber keine wirtschaftliche Katastrophe, da die jahrhundertelange wirtschaftliche Zusammenarbeit die Kolonialzeit überdauern würde. Woltjers weist darauf hin, dass die niederländische Wirtschaft gegen die Konfrontation und für eine Zusammenarbeit mit der Republik war.

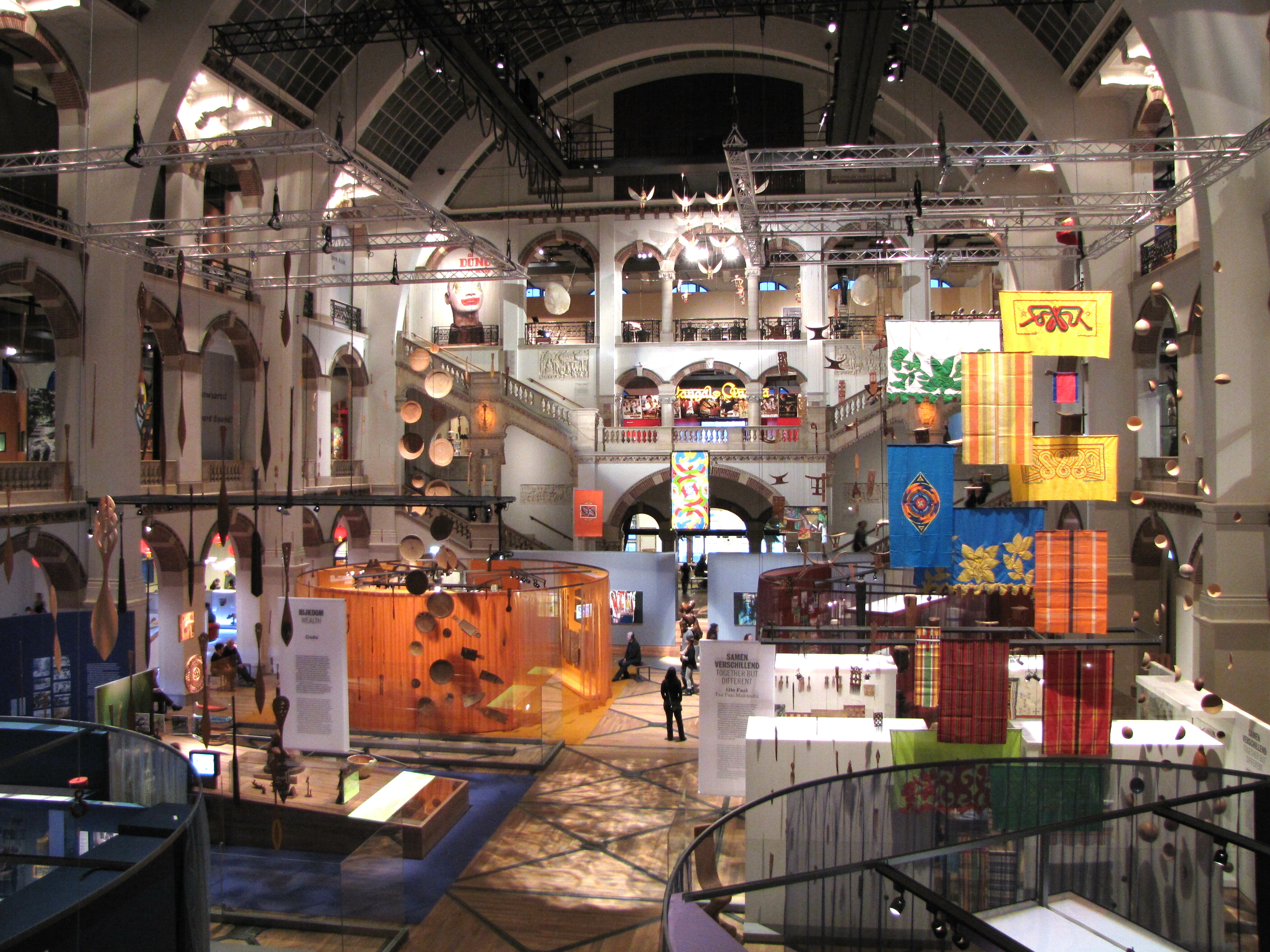
Das Tropenmuseum in Amsterdam beschäftigt sich zu einem großen Teil mit Niederländisch-Indien.

Der eigentliche Grund für die starre Haltung der niederländischen Politiker war der befürchtete Prestigeverlust: Ohne diese Kolonie werde das Land auf das außenpolitische Niveau von Dänemark fallen; außerdem meinten sie gemäß einem niederländischen Sendungsbewusstsein, als zivilisierte Macht ein Recht darauf zu haben, andere Völker zu erziehen. Damals waren die Katholische Volkspartei und die Sozialdemokraten an der Macht; Woltjers ist der Ansicht, dass die Volkspartei aufgrund ihres geringen politischen Einflusses in der Indonesien-Frage, unter anderem wegen der Befürchtung einer Diktatur in Indonesien seitens des sozialdemokratischen Koalitionspartners, enttäuscht gewesen sei. Hinzu kam, merkt De Jong an, dass die Niederlande keine Erfahrung mit einer Dekolonisation hatten, anders als Großbritannien mit den USA, Irland, Südafrika und Südasien.
Woltjer gesteht der niederländischen Seite zu, dass sie die Fehler der Republik sah und, notfalls gewaltsam, helfen wollte, indem man die radikalen Republikaner durch gemäßigte ersetzte. Aber: „Wie viele gerechtfertigte Klagen über die Zustände in der Republik auch einzubringen waren, sie symbolisierte das indonesische Selbstwertgefühl.“ Dieses Gefühl war nicht in Einklang zu bringen mit der untergeordneten Position, die zum Beispiel im Linggadjati-Abkommen der Republik zugedacht war.
Duco Hellema reiht die Indonesien-Frage in den größeren Kontext der niederländischen Außenpolitik ein und verwirft die oft gemachte Vereinfachung, 1948/49 sei die Asien-Politik abrupt gegen eine atlantische Politik eingetauscht worden. Vielmehr stünden beide Tendenzen noch lange nebeneinander, letztlich bis zum Verlust von Niederländisch-Neuguinea 1962. Die Indonesien-Frage war damals eine große außenpolitische Bürde; die Niederlande haben wegen ihrer Meinungsverschiedenheiten mit dem Westen 1949 sogar gezweifelt, ob sie der NATO beitreten sollten.

### Auswanderung in die Niederlande

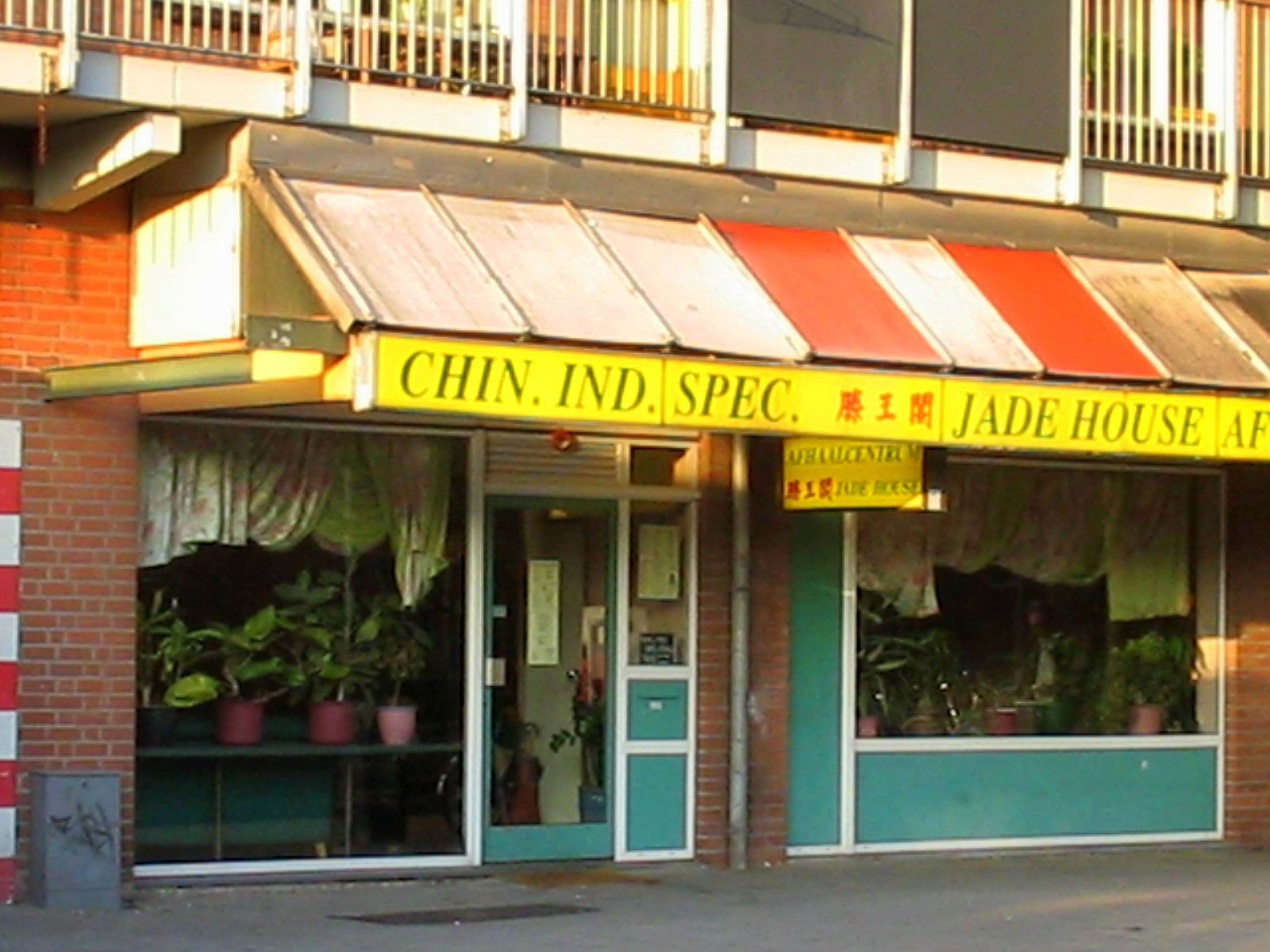
Chinees-indisch Restaurant im holländischen Delft

Nach 1945 waren ungefähr 110.000 Niederländer und indische Nederlanders (die aus gemischten Beziehungen stammten) in die Niederlande gekommen, mit der Absicht, nach einer Erholung von den Ereignissen zurück in ihre Heimat zu gehen. Nach 1949 kamen weitere hunderttausend, und 1956 nochmals ungefähr fünfzigtausend. Außerdem suchten ehemalige einheimische Soldaten der Niederlande sowie ihre Familien kurzzeitig Zuflucht in den Niederlanden, nachdem 1950 die Republik der Süd-Molukken von Indonesien einverleibt worden war. Entgegen anderen Absichten blieben auch diese rund 13.000 Menschen im Land, denen die niederländische Regierung versprochen hatte, sich für ihre Rückkehr auf die Molukken einzusetzen.
Bernd Müller beschreibt die problematische, da verspätete Eingliederung dieser Molukker, während die übrigen Einwanderer aus Indonesien bereits bei ihrer Ankunft der niederländischen Kultur zugeneigt hätten. Zu Beginn der 1990er Jahre lebten in den Niederlanden rund 450.000 Menschen, die in Indonesien geboren worden waren oder für deren Vater oder Mutter dies galt.

### Desertion
Im Sommer 1945 waren in den Niederlanden Freiwilligenverbände aufgestellt worden, um gegen die Japaner zu kämpfen. Dies wurde nicht mehr notwendig, dafür ging es ab Herbst darum, die niederländische Herrschaft zu erneuern. Im November beschloss das Kabinett, diesen Truppen eine Division Wehrpflichtiger beizuordnen, trotz des Verfassungssatzes, dass diese nicht gegen ihren Willen nach Übersee ausgesandt werden durften. Erst im August 1947 trat eine entsprechende Verfassungsänderung in Kraft, so dass, worauf Lou de Jong hinweist, die (dann bereits zwei) Divisionen verfassungswidrig ausgesandt worden sind. Laut einer Umfrage vom Juni 1946 waren fünfzig Prozent der niederländischen Männer und 36 Prozent der Frauen für das Aussenden von Truppen nach Niederländisch-Indien (41 / 44 Prozent dagegen). Insgesamt wurden von 1945 bis 1949 ungefähr 109.000 Soldaten des niederländischen Heeres sowie 12.000 Marinesoldaten nach Indien geschickt, dazu kamen 4000 Soldaten der Kolonialarmee KNIL. Der geläufige Ausdruck für die Soldaten ist Indiëgangers (Indiengänger).
Ungefähr 1900 Wehrpflichtige baten um Freistellung aus Gewissensgründen. Von diesen verweigerten 300 trotz Nichtanerkennung den Dienst. Nur wenige der 1900 kamen aus dem katholischen Süden der Niederlande, weil, so vermutet de Jong, die katholische Kirche die Regierungspolitik unterstützte. Bei der Abfahrt des ersten Kontingents blieben 15 Prozent und bei der des zweiten im September 1947 22 Prozent dem Dienst fern. Diese Deserteure (einige tauchten unter) und ihre Helfer machten sich strafbar. Die Gerichte hatten allerdings Probleme, letztere wegen Beihilfe zur Fahnenflucht in Kriegszeiten zu verurteilen, da das Land sich offiziell nicht im Krieg befand. Insgesamt wurden fast 2600 Deserteure verurteilt, viele zu vier oder fünf Jahren Gefängnis. Es gab auch einige wenige Niederländer, die zur indonesischen Seite übergelaufen sind, wie Jan „Poncke“ Princen, der spätere Menschenrechtsaktivist.

## Kriegsverbrechen

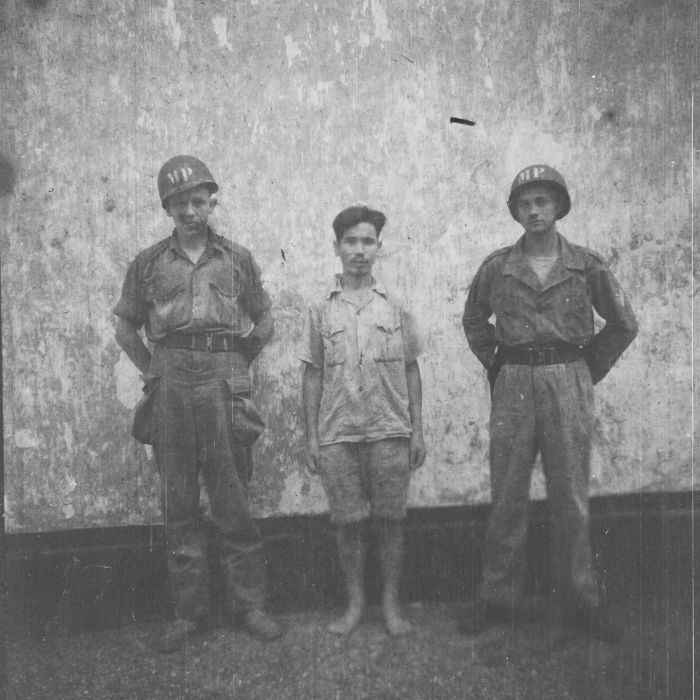
Niederländische Militärpolizei mit einem republikanischen Soldaten, 1947 oder 1948 in Banjoemas

Der indonesische Guerillakampf hat allein in den Monaten nach der zweiten „Polizeiaktion“ das Leben von über 1.150 niederländischen Militärangehörigen gekostet, fast ebenso viel wie in den vorherigen Jahren. Hunderte Indonesier, Chinesen und Niederländer, die der Kollaboration verdächtig waren, wurden von der republikanischen Armee TNI entführt, misshandelt, verstümmelt und ermordet. Im Gegenzug kam es zu Exzessen, die von niederländischen Soldaten begangen wurden. Der niederländische Historiker van den Doel führt Exzesse auf „Unerfahrenheit, Angst und Machtlosigkeit“ zurück. So hat ein junger niederländischer Leutnant die Aufgabe erhalten, TNI-Soldaten in Goenoeng Simping aufzuspüren. Als er dort am 1. August 1949 ankam, fand ein Hochzeitsfest statt. Der Leutnant ging allein in das eigentliche Dorf. Aus unbekannter Richtung, möglicherweise von einem nervösen Niederländer, kam ein Schuss, woraufhin die Niederländer das Feuer auf die Menschenmenge eröffneten: 26 Menschen wurden getötet, 33 verwundet.
Beim Massaker von Rawagede 1947 ging die niederländische Armee laut eines Berichts der UNO vorsätzlich und gnadenlos vor.
Kriegsverbrechen sah man am ehesten im Auftreten von Hauptmann Raymond Westerling. Westerling befehligte auf Celebes das Depot Speciale Troepen (etwa: Sammelplatz Spezialtruppen, eine KNIL-Eliteeinheit) und begegnete den Guerilleros mit Gegenterror. Seiner Meinung nach sollten die niederländischen Soldaten härter als die Guerilleros auftreten. Er ließ sich von Dorfbewohnern „Extremisten“ anzeigen und dann zuerst diese „Extremisten“ und danach diejenigen erschießen, die die „Extremisten“ angezeigt hatten. Van Mook verglich solche Methoden, die von anderen Befehlshabern nachgeahmt wurden, mit den deutschen und japanischen. Nach offiziellen niederländischen Angaben hat die Guerilla in Süd-Celebes 3.130 Opfer verursacht, der Gegenterror 1.534. Westerling persönlich hat 388 Indonesier getötet.
1987/88 kam es zu einem Skandal, als Loe de Jong den entsprechenden Band seiner monumentalen Geschichte über den Zweiten Weltkrieg vorlegte (Het Koninkrijk der Nederlanden in de Tweede Wereldoorlog). Noch vor der Veröffentlichung hatte ein Oberst a. D. in der Presse das Kapitel über „Kriegsverbrechen“ kritisiert, das er vertraulich zum Probelesen erhalten hatte. Er wollte allenfalls „Exzesse“ der niederländischen Kolonialarmee einräumen. De Jong fühlte sich bei den Fallschirmjägeraktionen gegen das Regierungszentrum des Feindes (während der zweiten „Polizeiaktion“) an die Weise erinnert, „auf die die Niederlande im Mai 1940 durch Deutschland besprungen wurden.“
Erst gegen 1995, zum 50. Jahrestag der Ausrufung der Republik, wurden die Kriegsverbrechen verstärkt in der niederländischen Öffentlichkeit besprochen. Emotionelle Reaktionen rief die Entscheidung der niederländischen Regierung hervor, dem kranken Deserteur Jan Princen aus humanitären Gründen ein Einreisevisum zu erteilen, damit er seine Familie in den Niederlanden besuchen konnte. 2022 bat der niederländische Ministerpräsident Mark Rutte um Verzeihung für „die systematische und extreme Gewaltanwendung“ während des Krieges.

## Belletristik
- Eric Ambler: The Night-Comers (US-Titel: State of Siege), 1956, dt. Übersetzung Ungebetene Gäste 1958 (Stuttgart, Günther-Verlag), Neuübersetzung 1978 Besuch bei Nacht (Zürich, Diogenes). ISBN 978-3-257-20539-8.
- Peter van Dongen: Rampokan (Band 1: Java; Band 2: Celebes), Avant-Verlag, Berlin 2008, ISBN 978-3-939080-29-9, ISBN 978-3-939080-30-5.